# Volo Merpati Nusantara Airlines 9760
Il volo Merpati Nusantara Airlines 9760D è stato un collegamento nazionale passeggeri dall'aeroporto di Sentani, nella provincia di Papua Jayapura, all'aeroporto di Oksibil, in Indonesia, operato da un de Havilland Canada DHC-6 Twin Otter 300. Domenica 2 agosto 2009, mentre trasportava quindici persone sopra Papua, l'aereo scomparve durante la rotta. I rottami vennero ritrovati a poche miglia da Oksibil due giorni dopo. Tutti i 12 passeggeri e i 3 membri dell'equipaggio erano morti nell'incidente.
L'agenzia investigativa indonesiana NTSC pubblicò il rapporto finale e concluse che la causa dell'incidente era stato un volo controllato contro il suolo (CFIT). I piloti non rispettarono le regole del volo a vista mentre volavano al di sotto dell'altitudine minima di sicurezza, impattando così con il terreno.

## L'aereo
Il velivolo coinvolto nell'incidente era un de Havilland Canada DHC-6 immatricolato PK-NVC con numero di serie 626. L'aereo era stato prodotto nel 1979 e acquistato nel 2007. Aveva più di 30 000 ore di volo ed era equipaggiato con motori turboelica Pratt & Whitney Canada.

## Passeggeri ed equipaggio
A bordo del volo c'erano quindici persone, tra cui tre membri dell'equipaggio e dodici passeggeri. Tutti erano indonesiani. I passeggeri erano dieci adulti e due neonati, mentre l'equipaggio era composto da due piloti e un ingegnere di volo. Il comandante, Qodryanova, aveva accumulato 8 387 ore di volo. Il primo ufficiale ne aveva accumulate 1 207.

## L'incidente
Il volo Merpati 9760D decollò alle 10:15 (ora locale) con arrivo previsto a Oksibil alle 11:05. Si trattava del secondo volo con lo stesso aeromobile; il primo era partito alle 06:50 ora locale. Il volo era stato programmato per utilizzare le regole del volo a vista anziché quelle del volo strumentale. Il carburante era sufficiente per almeno 2 ore e 50 minuti. L'equipaggio del volo non aveva segnalato alcun problema relativo all'aereo al momento del decollo dall'aeroporto di Sentani. Ma poi, alle 10:28, l'aereo perse il contatto con il controllo del traffico aereo. La torre di controllo cercò freneticamente di contattare l'aereo scomparso, ma non ricevette alcuna risposta. L'aereo mancò l'arrivo previsto. La torre di controllo dichiarò in seguito un INCERFA.
L'aereo risultava ancora disperso alle 13:05. A questo punto, l'aereo avrebbe dovuto esaurire il carburante. L'Agenzia nazionale indonesiana per la ricerca e il soccorso (BASARNAS) riunì una squadra di ricerca. Due giorni dopo, il relitto venne ritrovato a un'altitudine di 9 300 piedi (2 800 m). Tutte le quindici persone a bordo rimasero ferite mortalmente. L'aereo era stato ritrovato disintegrato a causa delle massicce forze d'impatto quando aveva colpito il terreno. La forza d'impatto era stata così grande che nessuno era riuscito a sopravvivere allo schianto.
L'aereo era apparentemente precipitato in condizioni di bel tempo. Un altro aereo nelle vicinanze aveva informato il volo 9760D che il tempo intorno all'aeroporto di Oksibil era parzialmente nuvoloso. L'aereo, un DHC-6-300 con numero di coda PK-NVC, aveva una cellula di 30 anni e non era dotato di un registratore di dati di volo.

## Le indagini
Il Comitato nazionale indonesiano per la sicurezza dei trasporti (NTSC) aprì un'inchiesta sull'incidente. La causa venne individuata nel volo controllato contro il suolo. Nel rapporto si affermava che la Merpati Nusantara Airlines non aveva collaborato pienamente con l'NTSC in quanto non aveva fornito agli investigatori tutti i dettagli sui controlli sull'equipaggio e sull'addestramento effettuato.
Il Comitato nazionale per la sicurezza dei trasporti aveva rilevato che l'aeromobile non presentava difetti di manutenzione. Inoltre, il carico dell'aereo era nei limiti, il che escludeva un sovraccarico. Secondo quanto riferito dagli abitanti dei villaggi locali, il tempo nella zona del volo era prevalentemente sereno nelle valli, con nubi sulle montagne e sui pendii. Circa 25 minuti prima dell'incidente, i piloti contattarono un altro equipaggio di un Lockheed C-130 Hercules di proprietà dell'Aeronautica militare indonesiana che stava volando da Oksibil a Sentani, dicendo che si trovavano a 100 miglia da Jayapura in rotta verso Oksibil. Il pilota dell'Hercules informò l'equipaggio del volo 9760D che sopra Oksibil la base delle nuvole era bassa, con cime delle nuvole tra i 6 000 piedi (1 800 m) e i 7 000 piedi (2 100 m). Poiché le cime delle nuvole si trovavano a 12 500 piedi (3 800 m), il pilota dell'Hercules informò l'equipaggio del volo 9760D che avrebbe dovuto deviare per Kiriwok per evitarle.
L'aereo non era dotato di un registratore di dati di volo (FDR). La normativa indonesiana non prevedeva l'installazione di un FDR sui Twin Otter. Tuttavia, l'aereo era dotato di un Cockpit Voice Recorder (CVR). Le norme dell'aviazione civile indonesiana prevedevano che il Twin Otter fosse dotato di un CVR funzionante. Il personale di ricerca e soccorso recuperò il CVR dal relitto e lo consegnò agli investigatori dell'NTSC. La scatola esterna presentava lievi danni, ma il contenuto era intatto. Circa 20 minuti prima dell'impatto, i piloti stavano discutendo della zona che stavano sorvolando e facevano commenti sugli abitanti del luogo. Quindici minuti prima dell'impatto, il pilota in comando disse al copilota: "Voliamo direttamente su Oksibil". Il copilota chiese: "Diretto fratello?". Il pilota in comando rispose: "Diretto, il cielo è blu laggiù e lo strato di nuvole è a 10 000 piedi (3 000 m)". Un minuto dopo, il copilota fornì all'ATC un rapporto di posizione che recitava: Uno due tre zero traffico, Merpati nove sette sei zero ritardo, Sentani a Oksibil, posizione in avvicinamento a Melam mantenere novemila cinquecento, stima Abmisibil zero due zero uno, arrivo zero due zero otto. Questa trasmissione è stata bloccata da altre trasmissioni e nelle comunicazioni registrate non vi è alcuna prova che il rapporto di posizione sia stato riconosciuto dall'ATC.
Nei 20 minuti precedenti l'impatto non si parlò di problemi all'aereo o di difficoltà di navigazione. Tuttavia, dieci minuti prima dell'impatto, il pilota in comando parlò di salire a 10 000 piedi (3 000 m) e dichiarò: "Se non possiamo andare a vista, virerò a sinistra". Le conversazioni in cabina di pilotaggio non mostravano alcun segno di stress o preoccupazione fino a 2 minuti prima dell'impatto, quando il copilota parlò di foschia e chiese al pilota in comando se riusciva a vedere. Cinquanta secondi prima dell'impatto, il copilota espresse ulteriore preoccupazione e chiese le intenzioni del comandante, il quale rispose "salire, a sinistra". Quarantadue secondi prima dell'impatto, il copilota chiese se era sicuro a sinistra. Il copilota diventò sempre più incerto sulla sicurezza del volo, menzionando in particolare la visibilità e la velocità. Dai suoni registrati risulta che 13 secondi prima dell'impatto la potenza dei motori era stata aumentata simmetricamente fino a raggiungere una potenza elevata. Dai commenti dei piloti e dalle tracce del relitto, l'indagine stabilì che l'aereo stava virando a sinistra al momento dell'impatto. L'indagine non fu in grado di determinare se l'aereo avesse raggiunto i 10 000 piedi (3 000 m). L'impatto era avvenuto a 9 300 piedi (2 800 m).